# Divorzio
Il divorzio (dal latino divortium, da di-vertere, "separarsi"), o scioglimento del matrimonio, è un istituto giuridico che decreta la fine di un matrimonio. Non va confuso con l'annullamento del matrimonio, perché prevede la fine di un matrimonio legalmente valido e non il suo disconoscimento.
Le leggi sul divorzio variano considerevolmente in tutto il mondo, ma nella maggior parte dei paesi la validità del divorzio richiede la sentenza di un tribunale o il provvedimento di altra autorità in una procedura legale. La procedura legale per il divorzio può anche comportare questioni riguardanti gli alimenti, la custodia e il mantenimento dei figli. Nei paesi in cui la monogamia è legge, il divorzio permette un nuovo matrimonio.
Alcuni paesi hanno legalizzato il divorzio solo in anni relativamente recenti (tra cui Spagna, Italia, Portogallo, Repubblica d'Irlanda e Malta). Ad oggi solo due paesi al mondo - le Filippine e Città del Vaticano - non possiedono nei loro ordinamenti una procedura civile per il divorzio.

## Storia

### Cultura greco-romana

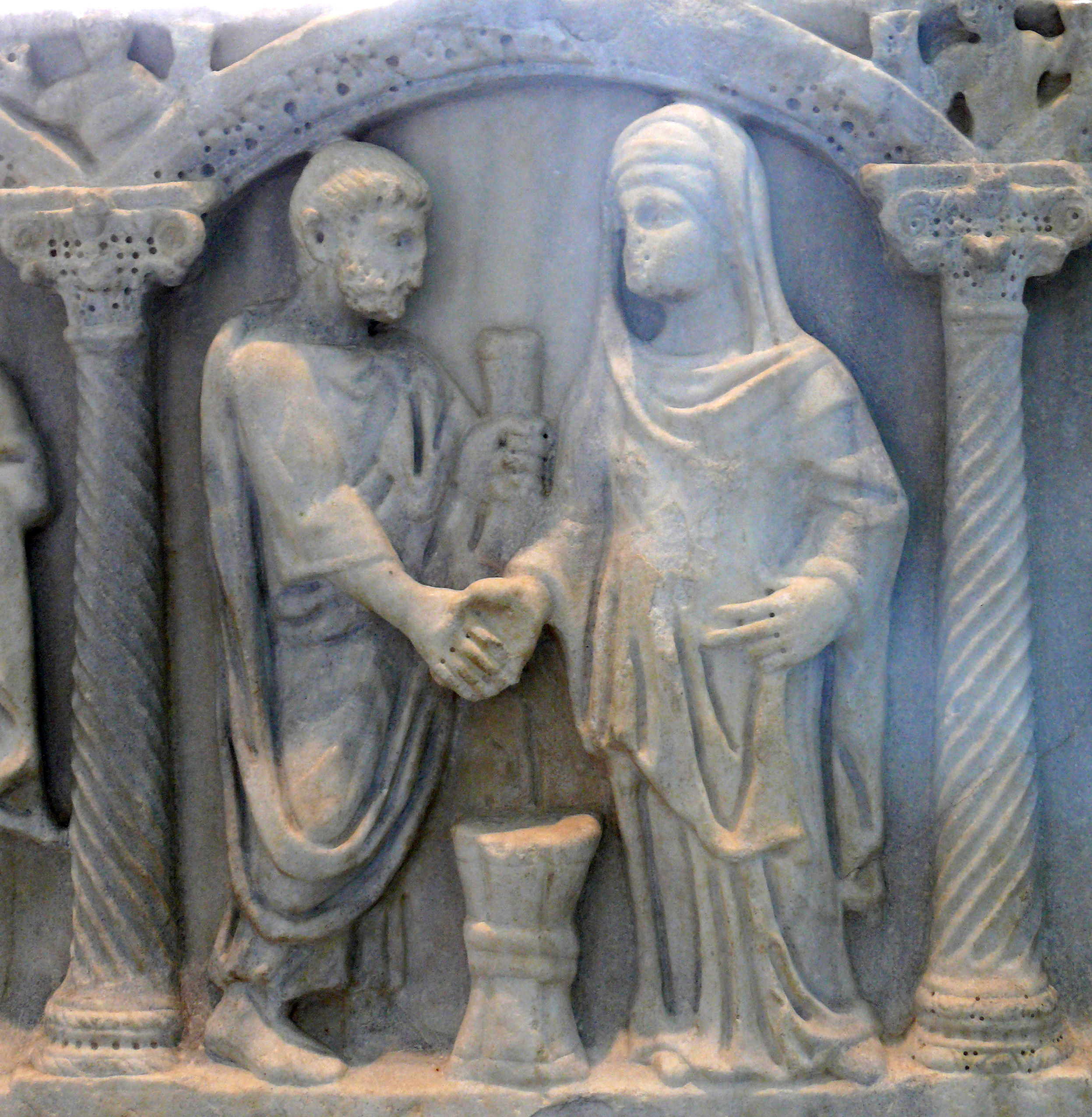
Coppia di sposi romani.

Gli antichi Ateniesi consentivano liberamente il divorzio, ma la persona che lo richiedeva doveva presentare la richiesta a un magistrato, il quale poteva valutare se le ragioni addotte erano sufficienti.
Il divorzio era raro nella prima cultura romana, ma man mano che il loro impero cresceva in potere e autorità, la legge civile romana abbracciò la massima "matrimonia debent esse libera" ("i matrimoni dovrebbero essere liberi"), e sia il marito che la moglie potevano rinunciare al matrimonio a piacimento. Gli imperatori cristiani Costantino e Teodosio limitarono i motivi del divorzio alla causa grave, ma Giustiniano nel VI secolo attenuò questa regola.

### Impero del Mali
Nel Mali postclassico, le leggi relative alle donne divorziate erano documentate nei manoscritti di Timbuctù.

### Europa medievale
Dopo la caduta dell'Impero romano, la vita familiare fu regolata più dall'autorità ecclesiastica che da quella civile. La Chiesa cattolica e quella ortodossa avevano, tra gli altri, una visione diversa del divorzio.
La Chiesa ortodossa ha riconosciuto che ci sono rare occasioni in cui è meglio che le coppie si separino. Per gli ortodossi, dire che il matrimonio è indissolubile significa che esso non deve essere rotto, essendo la violazione di tale unione, percepita come santa, essendo un reato derivante o dall'adulterio o dall'assenza prolungata di uno dei coniugi. Permettere quindi di risposarsi è un atto di compassione della Chiesa verso l'uomo peccatore.
Sotto l'influenza della Chiesa cattolica, il tasso di divorzio si era notevolmente ridotto nel IX o X secolo, che considerava il matrimonio un sacramento istituito da Gesù Cristo e indissolubile dalla mera azione umana.
Sebbene il divorzio, come lo conosciamo oggi, fosse generalmente proibito nei paesi cattolici dopo il X secolo, la separazione tra marito e moglie e l'annullamento del matrimonio erano ben noti. Quello che oggi chiamiamo "mantenimento separato" (o "separazione legale") veniva chiamato "divorzio a mensa et thoro" ("divorzio dal tavolo e dal letto"). Marito e moglie si separarono fisicamente e gli fu proibito di vivere o convivere insieme, ma il loro rapporto coniugale non terminò del tutto. I tribunali civili non avevano potere sul matrimonio o sul divorzio. I motivi di annullamento sono stati stabiliti da un'autorità ecclesiastica cattolica e applicati dinanzi ai tribunali ecclesiastici. "In caso di divorzio totale, infatti, il matrimonio è dichiarato nullo, essendo stato assolutamente illegittimo ab initio." La Chiesa cattolica riteneva che il sacramento del matrimonio generasse da due persone, inseparabili tra loro: "Con il matrimonio, marito e moglie sono una sola persona giuridica: cioè l'essere stesso di esistenza giuridica della donna è sospeso durante il matrimonio o almeno incorporato e consolidato in quello del marito: sotto la cui ala, protezione e copertura, esegue tutto lei". Poiché marito e moglie sono diventati una sola persona al momento del matrimonio, il riconoscimento di tale unità potrebbe essere annullato solo sulla base del fatto che l'unità non è mai esistita fin dall’inizio, cioè che la proclamazione del matrimonio era erronea e nulla fin dall'inizio.

### La secolarizzazione in Europa

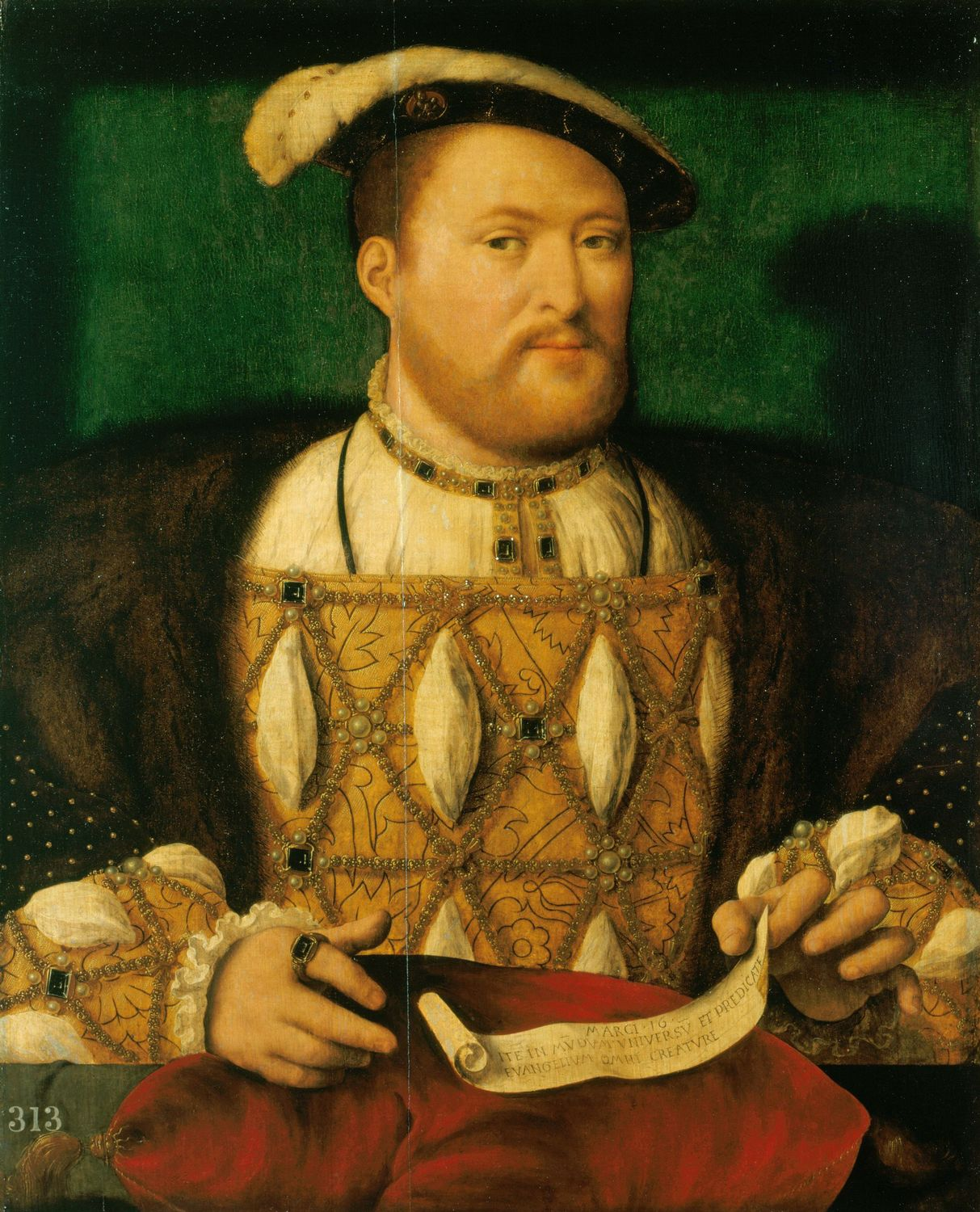
Enrico VIII d'Inghilterra ruppe con la Chiesa cattolica per ottenere l'annullamento.

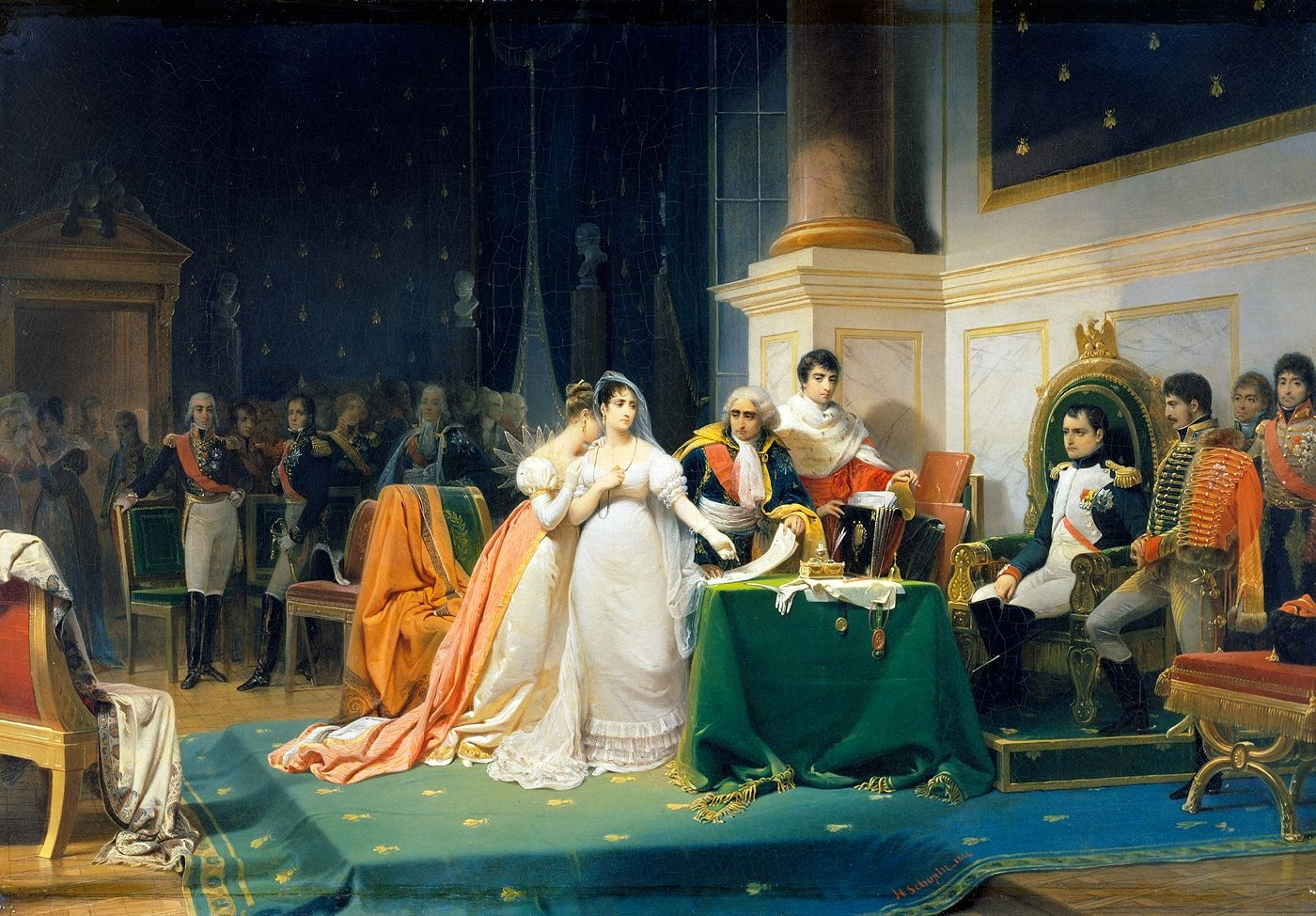
Joséphine, prima moglie di Napoleone, ottenne lo scioglimento civile del suo matrimonio ai sensi del Codice napoleonico del 1804.

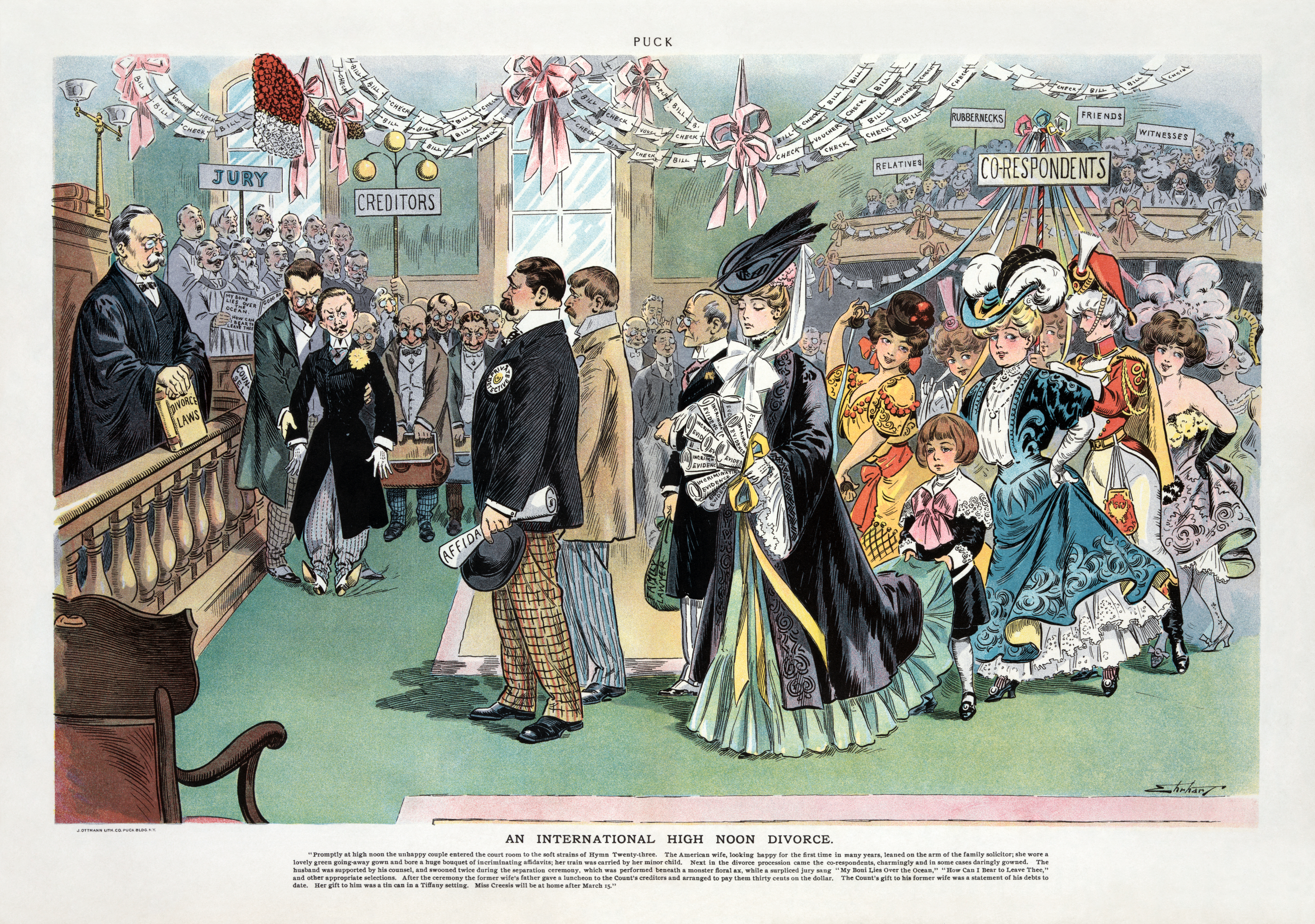
L'illustrazione parodia l'atmosfera circense della procedura di divorzio di Anna Gould (vista con in mano un bouquet di accusa contro il marito) contro Boni de Castellane.

Dopo la Riforma, nelle nuove regioni protestanti d'Europa il matrimonio venne considerato un contratto e, su tale base, le autorità civili affermarono gradualmente il loro potere di decretare un "divortium a vinculo matrimonii", ovvero "il divorzio da tutti i vincoli matrimoniali".
Poiché non esistevano precedenti che definissero le circostanze in cui il matrimonio potesse essere sciolto, i tribunali civili si affidarono ampiamente alle precedenti determinazioni dei tribunali ecclesiastici e adottarono liberamente i requisiti stabiliti da tali tribunali. Poiché i tribunali civili assumevano il potere di sciogliere i matrimoni, i tribunali continuavano a interpretare rigorosamente le circostanze in cui avrebbero concesso il divorzio, e consideravano il divorzio contrario all'ordine pubblico. Poiché il divorzio era considerato contrario all'interesse pubblico, i tribunali civili si rifiutavano di concedere il divorzio se le prove rivelavano qualsiasi accenno di complicità tra marito e moglie nel divorzio, o se tentavano di addurre motivi per un divorzio. Il divorzio veniva concesso solo perché una delle parti del matrimonio aveva violato un voto sacro fatto al "coniuge innocente". Se sia il marito che la moglie fossero colpevoli, "nessuno dei due potrebbe sfuggire ai vincoli del matrimonio".
Infine, l'idea che un matrimonio potesse essere sciolto nei casi in cui una delle parti violasse il sacro voto ha gradualmente consentito di ampliare i motivi per cui il divorzio poteva essere concesso da quelli esistenti al momento del matrimonio a motivi che si sono verificati dopo il matrimonio, ma che esemplificava la violazione di quel voto, come l'abbandono, l'adulterio o la "crudeltà estrema". Un'eccezione a questa tendenza fu la Chiesa anglicana, che mantenne la dottrina dell'indissolubilità coniugale.
Durante la guerra civile inglese, i puritani approvarono brevemente una legge che privava il matrimonio di ogni sacramento, lasciandolo come un contratto secolare che poteva essere infranto. John Milton scrisse quattro trattati di divorzio nel 1643-1645 che sostenevano la legittimità del divorzio per motivi di incompatibilità coniugale. Le sue idee erano in anticipo sui tempi; sostenere il divorzio, per non parlare di una versione di divorzio senza colpa, era estremamente controverso e le figure religiose cercarono di vietare i suoi volantini. Nel 1670 fu stabilito per la prima volta un precedente con una legge del Parlamento che consentiva a Lord John Manners di divorziare da sua moglie, Lady Anne Pierrepont, e fino all'approvazione del Matrimonial Causes Act 1857, il divorzio poteva essere ottenuto solo tramite uno specifico atto del Parlamento.
Il movimento verso la secolarizzazione e la liberalizzazione fu rafforzato dagli ideali individualisti e secolari dell'Illuminismo. L'assolutista illuminato, il re Federico II ("il Grande") di Prussia, decretò nel 1752 una nuova legge sul divorzio, in cui il matrimonio veniva dichiarato una questione puramente privata, consentendo il divorzio sulla base del mutuo consenso. Questo nuovo atteggiamento influenzò pesantemente la legge nella vicina Austria sotto l'imperatore Giuseppe II, dove fu applicata a tutti i sudditi imperiali non cattolici. Il divorzio fu legalizzato in Francia dopo la Rivoluzione francese su basi simili, sebbene l'ordinamento giuridico l'ancien regime fu ripristinato con la restaurazione borbonica del 1816. La tendenza in Europa per tutto il XIX secolo fu quella di una maggiore liberalizzazione; verso la metà del XIX secolo, il divorzio veniva generalmente concesso dai tribunali civili in caso di adulterio.
In Gran Bretagna, prima del 1857, le mogli erano considerate sotto la protezione economica e legale dei mariti, e il divorzio era quasi impossibile. Richiedeva un atto del Parlamento privato molto costoso, del valore di circa 200 sterline, del tipo che solo i più ricchi potevano permettersi. Era molto difficile ottenere il divorzio per adulterio, abbandono o crudeltà. La prima vittoria legislativa chiave arrivò con il Matrimonial Causes Act del 1857, che superò la strenua opposizione della tradizionalissima Chiesa d'Inghilterra. La nuova legge rese il divorzio una questione civile dei tribunali, piuttosto che una questione della Chiesa, con un nuovo tribunale civile di Londra che si occupò di tutti i casi. Il processo era ancora piuttosto costoso, circa 40 sterline, ma ora divenne fattibile per la classe media. La donna che otteneva la separazione giudiziale assumeva lo status di feme sole, con pieno controllo dei propri diritti civili. Ulteriori emendamenti arrivarono nel 1878, che consentivano le separazioni gestite dai giudici di pace locali. La Chiesa d'Inghilterra bloccò ulteriori riforme finché la svolta definitiva non arrivò con il Matrimonial Causes Act del 1973.
In Spagna, la Costituzione della Seconda Repubblica spagnola del 1931 riconobbe per la prima volta il diritto al divorzio. La prima legge a regolamentare il divorzio fu la Ley de divorcio de 1932, approvata dal Parlamento repubblicano nonostante l'opposizione della Chiesa cattolica e una coalizione dei partiti della Minoranza agraria e della Minoranza basco-navarra. La dittatura del generale Franco ha abolito la legge. Dopo il ripristino della democrazia, nel 1981 fu approvata una nuova legge sul divorzio, sempre contro l'opposizione della Chiesa cattolica e di parte del partito democristiano, allora parte dell'Unione di Centro Democratico al governo. Durante il primo governo socialista di Felipe González Márquez, la legge del 1981 è stata modificata per accelerare il processo di separazione e divorzio dei matrimoni, a cui si è opposta ancora una volta la Chiesa, che lo ha definito “divorzio espresso”.
Irlanda e Malta hanno approvato il divorzio tramite referendum rispettivamente nel 1995 e nel 2011.
I tassi di divorzio sono aumentati notevolmente nel corso del XX secolo nei paesi sviluppati, poiché l'atteggiamento sociale nei confronti della famiglia e del sesso è cambiato radicalmente. Il divorzio è diventato un luogo comune in alcuni paesi, tra cui gli Stati Uniti, Canada, Australia, Germania, Nuova Zelanda, Scandinavia e Regno Unito.

### Giappone
Nel periodo Edo (1603–1868), i mariti potevano divorziare dalle mogli scrivendo lettere di divorzio. Spesso i loro parenti o gli organizzatori del matrimonio conservavano queste lettere e cercavano di restaurare i matrimoni. Le mogli non potevano divorziare dai mariti. Alcune mogli riuscirono a ottenere rifugio in alcuni "templi del divorzio" shintoisti. Dopo che una moglie aveva trascorso tre anni in un tempio, il marito doveva divorziare da lei. Nel Giappone del XIX secolo, almeno un matrimonio su otto finiva con un divorzio.
Esistono quattro tipi di divorzio in Giappone: divorzio previo accordo in cui il divorzio è reciproco; il divorzio mediante mediazione, che avviene presso il tribunale della famiglia; divorzio con decisione del tribunale della famiglia che avviene quando una coppia non può portare a termine il divorzio mediante mediazione; e divorzio con sentenza di un tribunale distrettuale.

### India
A livello nazionale, lo Special Marriage Act, approvato nel 1954, è una legge sul matrimonio interreligioso che consente ai cittadini indiani di sposarsi e divorziare indipendentemente dalla loro religione o fede. L'Hindu Marriage Act, nel 1955, che consentiva legalmente il divorzio agli indù e ad altre comunità che sceglievano di sposarsi in base a questi atti. L'Indian Divorce Act 1869 è la legge relativa al divorzio di chi professa la religione cristiana. Il divorzio può essere chiesto dal marito o dalla moglie per motivi quali adulterio, crudeltà, abbandono per due anni, conversione religiosa, anomalia mentale, malattie veneree e lebbra. È possibile anche il divorzio basato sul mutuo consenso di entrambi i coniugi, che può essere chiesto dopo almeno un anno di vita separata. Il divorzio consensuale non può essere impugnato e la legge impone un periodo minimo di sei mesi (dal momento in cui viene richiesto il divorzio) affinché il divorzio venga concesso. Il divorzio contestato si verifica quando uno dei coniugi non è disposto a divorziare dall'altro coniuge, in tale condizione il divorzio è concesso solo per determinati motivi secondo la legge sul matrimonio indù del 1955. Mentre un marito musulmano può porre fine unilateralmente al matrimonio pronunciando talaq, le donne musulmane devono rivolgersi al tribunale, facendo valere uno qualsiasi dei motivi previsti dalla legge sullo scioglimento del matrimonio musulmano.
Nella prima grande riforma del diritto di famiglia del 2017, la Corte Suprema dell'India ha vietato la pratica islamica del "Triplo Talaq" (divorzio mediante la pronuncia della parola "Talaq" tre volte da parte del marito). La storica sentenza della Corte Suprema dell'India è stata accolta con favore dalle attiviste di tutta l'India.
I dati ufficiali sui tassi di divorzio non sono disponibili, ma è stato stimato che 1 su 100 o un'altra cifra su 11 su 1.000 matrimoni in India finiscono con il divorzio.
Diverse comunità sono regolate da una legislazione matrimoniale specifica, distinta dall'Hindu Marriage Act, e di conseguenza hanno le proprie leggi sul divorzio:
- Legge sul matrimonio e il divorzio Parsi, 1936[32]
- Atto sullo scioglimento del matrimonio musulmano, 1939[33]
- Legge sui matrimoni stranieri, 1969[34]
- Legge sulle donne musulmane (protezione dei diritti in caso di divorzio), 1986[35]

In India è allo studio un emendamento alla legge sul matrimonio per consentire il divorzio basato sulla "rottura irreparabile del matrimonio" (come affermato da uno dei coniugi). Nel giugno 2010, il gabinetto dell'Unione indiana ha approvato il disegno di legge (emendamento) sulle leggi sul matrimonio del 2010, che, se approvato dal Parlamento, stabilirebbe il "rotto irreparabile" come nuovo motivo di divorzio. Secondo la proposta di modifica, il giudice prima di procedere al merito della causa deve accertarsi della prova prodotta della separazione dei soggetti per un periodo continuativo non inferiore ai tre anni immediatamente precedenti la presentazione dell'istanza.

### Legge islamica
Il divorzio nell'Islam può assumere varie forme, alcune avviate dal marito e altre avviate dalla moglie. Le principali categorie giuridiche tradizionali sono talaq (ripudio), khulʿ (divorzio/annullamento reciproco), divorzio giudiziale e giuramenti. La teoria e la pratica del divorzio nel mondo islamico sono variate a seconda del tempo e del luogo. Storicamente, le regole del divorzio erano governate dalla sharia, come interpretata dalla giurisprudenza islamica tradizionale, e differivano a seconda della Madhhab. La pratica storica talvolta divergeva dalla teoria giuridica. Nei tempi moderni, quando le leggi sullo status personale (famiglia) furono codificate, esse generalmente rimasero "nell'orbita della legge islamica", ma il controllo sulle norme del divorzio si spostò dai giuristi tradizionali allo Stato.

### Filippine
Il divorzio come mezzo per porre fine al matrimonio è illegale per tutti i filippini tranne i musulmani filippini. Si ha solo l'annullamento civile dopo una lunga separazione legale. Il processo è lungo e costoso e ci sono molte coppie legalmente sposate che hanno relazioni extraconiugali, anche senza una legge sul divorzio.
Il Codice delle leggi personali musulmane delle Filippine, noto come decreto presidenziale (PD) n. 1083, titolo II - Matrimonio e divorzio, capitolo 3 - Divorzio consente il divorzio riconosciuto dallo Stato. Ci sono due tribunali della sharia nel sistema giudiziario filippino che esaminano questi casi.
Il 27 luglio 2010, il Partito delle donne di Gabriela ha presentato alla Camera del Congresso il disegno di legge n. 1799, o disegno di legge sul divorzio delle Filippine, come uno dei tanti tentativi di introdurre una legislazione favorevole al divorzio. La senatrice Pia Cayetano ha presentato al Senato un disegno di legge separato sul divorzio. In quel periodo, le Filippine, insieme a Malta e al Vaticano, erano i tre paesi più conservatori sulla questione del divorzio. Per questo motivo il disegno di legge non ha superato alcun livello legislativo.
Nel 2013, il disegno di legge sul divorzio è stato nuovamente depositato, tuttavia, non ha approvato alcun livello legislativo.
In un ultimo tentativo, il disegno di legge sul divorzio è stato nuovamente presentato nel 2017. Il 22 febbraio 2018, la commissione sulla popolazione e le relazioni familiari della Camera dei Rappresentanti ha approvato un disegno di legge che cerca di legalizzare il divorzio, la prima volta nella storia delle Filippine che una misura del genere passa al livello legislativo di comitato. La maggioranza dei membri della Camera dei Rappresentanti (camera bassa del Congresso), sia i blocchi di maggioranza che quelli di minoranza, sono a favore del divorzio, tuttavia, il divorzio continua a essere una questione controversa al Senato (camera alta del Congresso), come l'opposizione è presente tra i senatori uomini.

### Stati Uniti

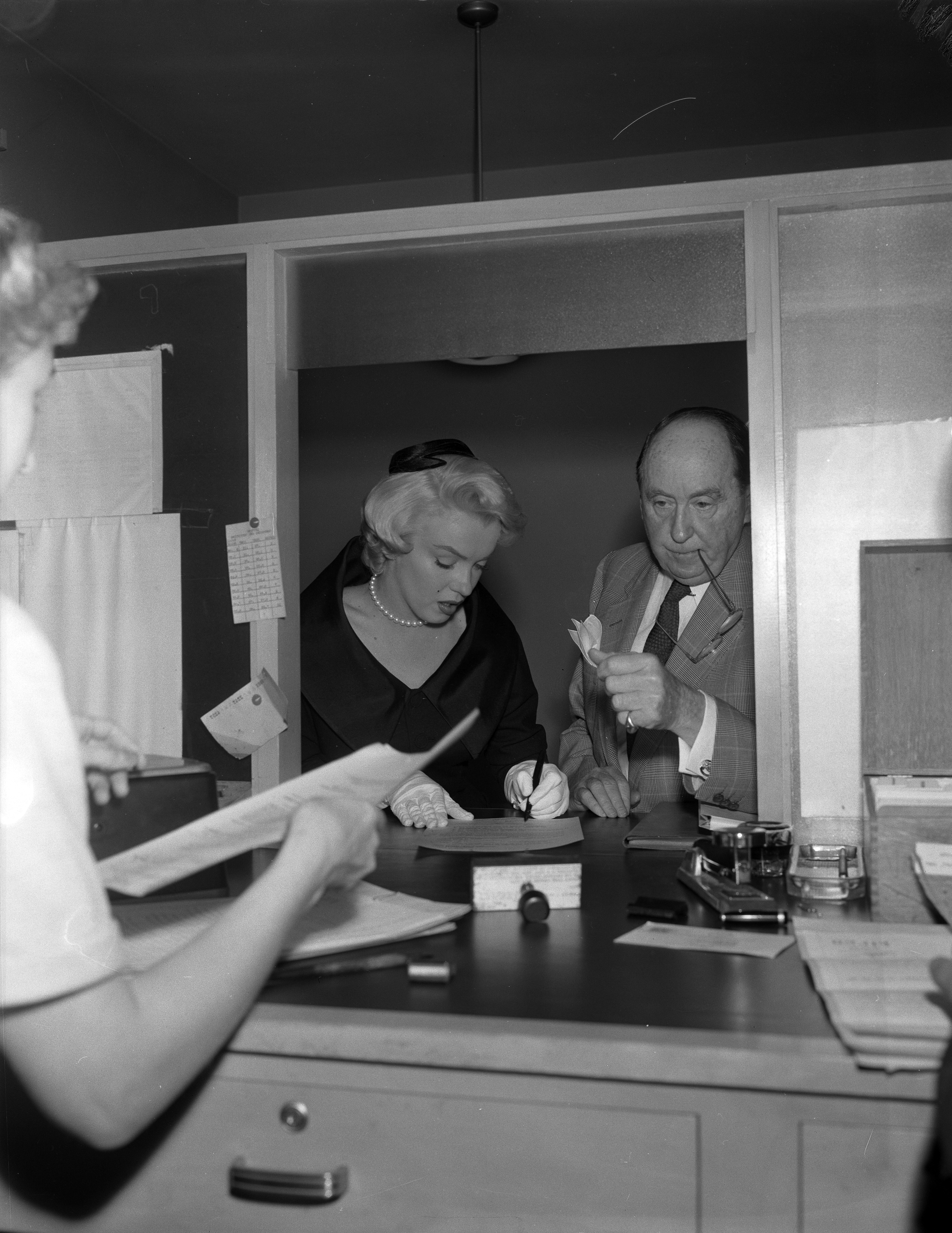
Marilyn Monroe firma i documenti per il divorzio con il famoso avvocato Jerry Giesler.

Le colonie britanniche che divennero gli Stati Uniti adattarono individualmente la common law inglese sul divorzio alle loro differenze religiose, economiche ed etniche. A quel tempo, il divorzio in Inghilterra era raro e costoso e i richiedenti dovevano presentare una petizione al Parlamento o a un tribunale ecclesiastico per ottenere il divorzio.
Le colonie del New England, che consideravano il matrimonio un contratto civile, erano le più propense a concedere il divorzio, data una motivazione sufficiente. Tra il 1692 e il 1786 furono concessi solo 90 divorzi in Inghilterra e Galles, mentre 143 furono concessi in Massachusetts. Le colonie del sud, d'altro canto, si avvicinavano maggiormente alla pratica inglese e raramente concedevano il divorzio.
La tensione tra le legislature coloniali e il Parlamento includeva dissensi sui motivi e sull'accessibilità del divorzio, con il Parlamento che invalidava i divorzi concessi in Pennsylvania, New Jersey e New Hampshire. Nel 1773, ai governatori reali fu ordinato di negare l'approvazione a qualsiasi atto di divorzio approvato dalle legislature coloniali.
Dopo che le colonie ottennero l'indipendenza, gli stati che aderirono all'unione liberalizzarono le loro leggi sul divorzio, così come i territori associati, e molti di essi consentirono ai tribunali locali di concedere il divorzio. Alcuni mantennero l'autorità di concedere il divorzio a livello statale. In Virginia, ad esempio, i firmatari dovevano presentare domanda di divorzio all'Assemblea generale della Virginia e durante i primi trent'anni di statualità, a nessuna donna firmataria è stato concesso il divorzio.
Tra la metà e la fine del XIX secolo, il tasso di divorzi negli Stati Uniti aumentò e gli americani ottennero ogni anno più divorzi di quelli concessi in tutta Europa. In precedenza, i divorzi negli Stati Uniti venivano concessi principalmente alle classi medie e alte a causa dei loro costi, ma il processo legale diventò meno costoso.
Nel 1916, gli Stati Uniti erano al primo posto nel mondo per numero di divorzi.
Nel 1969, la California divenne il primo stato americano ad approvare una legge sul divorzio senza colpa.

## Aspetti culturali
Il diritto romano ammetteva la separazione e le seconde nozze, con una discriminazione a sfavore delle donne, che gli autori patristici contrastarono in relazione all'adulterio maschile e femminile. Alle donne era infatti normalmente precluso il diritto di risposarsi nei primi mesi successivi al divorzio, per evitare incertezze sulla paternità. Nel 326 l'imperatore Costantino il Grande vietò il concubinato maschile, mentre nel 331 rese difficile il divorzio. Il codice di Giustiniano I specificava le seguenti ragioni di divorzio:
- ragioni di bona gratia: matrimonio rato e non consumato per tre anni, coniuge disperso e prigioniero di guerra per cinque, richiesta di essere ammesso in monastero;
- ragioni di iusta causa o cum damno: complotto contro l'imperatore, tentato omicidio o concorso o favoreggiamento dell'omicidio del coniuge, accuse di adulterio in assenza di prove o in uno stato di concubinato da parte del coniuge accusante, concorso o favoreggiamento dell'adulterio dell'altro coniuge, aborto volontario, malattia mentale e nesso causale con situazioni di grave pericolo per la vita del coniuge.

Prima dell'introduzione del divorzio per cause incolpevoli nel XX secolo, una delle due parti doveva dimostrare una responsabilità causale del partner, tipicamente l'abbandono, la crudeltà o l'adulterio.
Ormai, in quasi tutte le giurisdizioni occidentali, il divorzio non richiede che una delle due parti debba far valere le responsabilità dell'altra per arrivare alla dissoluzione dell'unione. L'esigenza di dimostrare la responsabilità o la colpa è stata rivista e ritirata dai termini delle leggi sul divorzio; tale nuova modalità di scioglimento divenne popolare in Australia, negli Stati Uniti, in Canada, in Sudafrica, in Nuova Zelanda e in Germania tra gli anni 1960 e '70. Nelle giurisdizioni che non prevedono una responsabilità di una delle parti per decretare lo scioglimento, una semplice causale, riguardante ad esempio differenze inconciliabili o un'irrimediabile rottura del rapporto interpersonale, è sufficiente per stabilire la fine del matrimonio.

## Legislazione in Italia

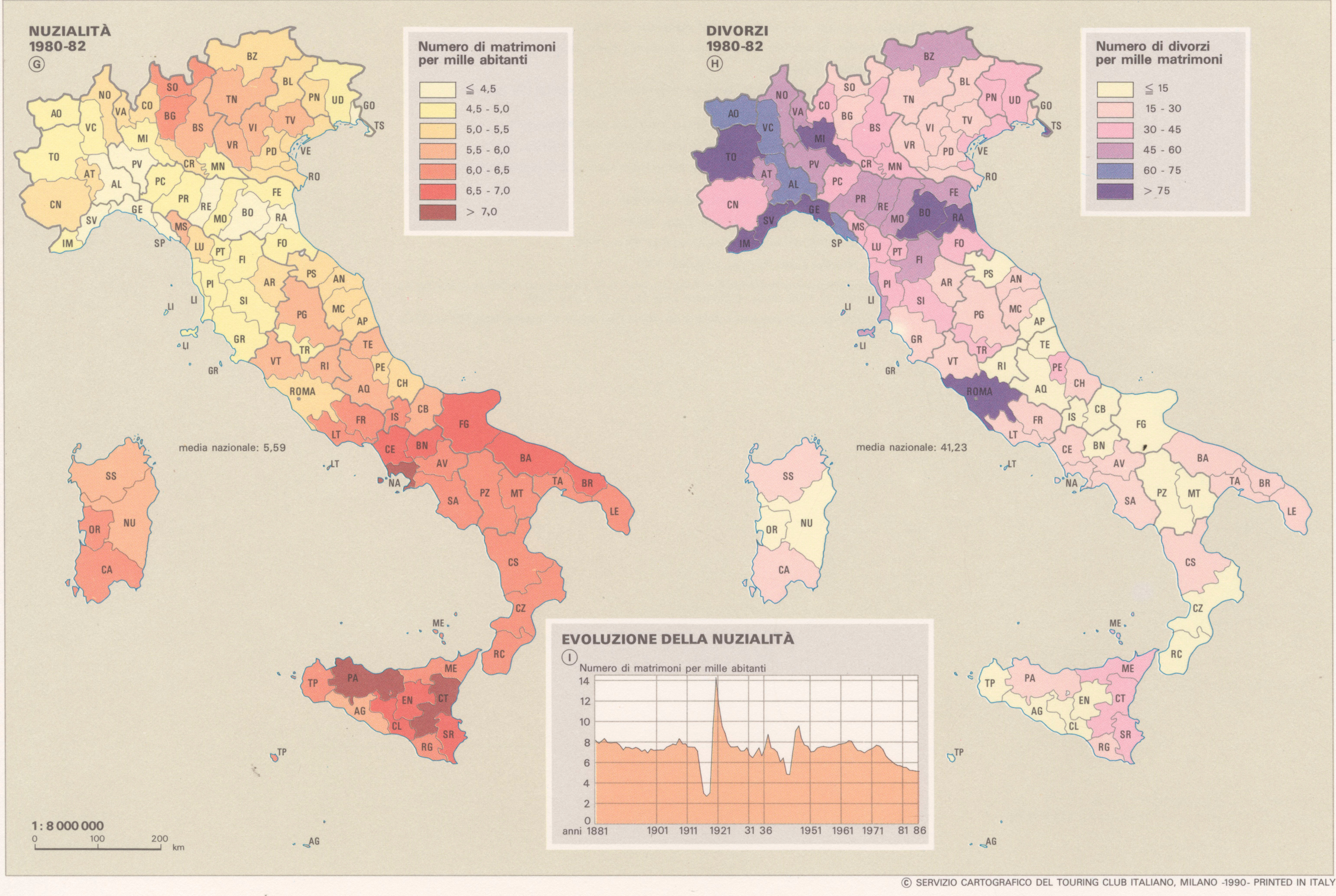
Nuzialità e divorzi in Italia nel 1980-82

Dopo la sua approvazione in Senato del 9 ottobre 1970, il divorzio venne introdotto a livello legale in Italia il 1º dicembre 1970, nonostante l'opposizione della Democrazia Cristiana, con la legge 1º dicembre 1970, n. 898 - "Disciplina dei casi di scioglimento del matrimonio". Detta legge entrò in vigore il 18 dicembre 1970, e venne promulgata dal Capo dello Stato lo stesso giorno dall'approvazione, caso unico nella storia della Repubblica.
Mancando l'unanimità nell'approvazione della legge ed anzi essendo contrario il partito di maggioranza relativa, negli anni seguenti si organizzò un movimento politico, sostenuto anche dai partiti contrari all'introduzione della legge, che promosse un referendum abrogativo, nell'intento di far abrogare la legge 1º dicembre 1970, n. 898. Nel referendum abrogativo sul divorzio, tenutosi nel 1974, la maggioranza si espresse per la non abrogazione dell'istituto (59,3% no; 40,7% sì).
Con la legge n. 74 del 6 marzo 1987 la legge viene modificata diminuendo da 5 a 3 anni il periodo di separazione coniugale prima di accedere al divorzio, diventando con la legge numero 55 del 6 maggio 2015, un anno in caso di separazione giudiziale, e sei mesi in caso di separazione consensuale.
Nella legge italiana il divorzio è chiamato scioglimento del matrimonio e, nel caso di matrimonio religioso, cessazione degli effetti civili del matrimonio.
Una particolarità del sistema giuridico italiano è che, salvo rare eccezioni (cause penali, divorzio o nuovo matrimonio del coniuge straniero all'estero, inconsumazione del matrimonio, sentenza di mutamento di sesso), il divorzio deve essere preceduto da una separazione formalizzata della durata di almeno sei mesi se consensuale, un anno se giudiziale. È tuttavia consentito proporre le domande di separazione e di divorzio nella stessa procedura giudiziaria. Questa scelta deriva dal fatto che in Italia molte coppie hanno residenze anagrafiche separate per motivi fiscali o professionali, che nulla hanno a che fare con la crisi del rapporto matrimoniale. Il legislatore ha dunque voluto ostacolare eventuali frodi. Per questo, a differenza di quanto previsto in altri ordinamenti (tedesco, irlandese, norvegese, canadese, australiano, neozelandese ecc.) non basta aver vissuto separati per un periodo, ma occorre una separazione titolata (giudiziale o consensuale). La legge consente una sentenza immediata sullo stato di separazione. Dal 1º marzo 2023 la domanda di divorzio si può proporre già nella causa di separazione e diventa procedibile appena decorsi i termini di cui sopra e previo passaggio in giudicato della sentenza (anche parziale) di separazione. Se il relativo processo deve continuare per l'addebito, le questioni economiche o l'affidamento dei figli, tali questioni saranno trattate dopo la sentenza non definitiva sulla separazione ed eventualmente assorbite dalla causa di divorzio. Anche nella causa di divorzio è possibile una sentenza immediata sullo status.
Dal 2014, per il divorzio su domanda congiunta non è più necessario rivolgersi al tribunale, ma per i coniugi senza figli minori o incapaci o portatori di handicap grave o economicamente non autosufficienti può avvenire con dichiarazione condivisa e congiunta al sindaco quale ufficiale di stato civile del comune, con assistenza facoltativa di un avvocato. I coniugi i cui figli hanno i predetti problemi possono divorziare attraverso una negoziazione assistita da almeno un avvocato per parte, senza rivolgersi al tribunale.
I costi dei difensori e la complessità della doppia procedura giudiziaria (separazione e divorzio) hanno ottenuto l'effetto che buona parte delle coppie separate esita a chiedere il divorzio. Di fronte a tale situazione è stata semplificata la procedura, non nel senso di evitare il doppio passaggio, ma nel senso di velocizzare l'ottenimento sia della separazione che del divorzio.
Così dal 2014 è definitivamente sancito per legge che i due coniugi che siano d'accordo sia sul divorziare sia sulle condizioni (per patrimonio comune, uso dell'abitazione, assegno di mantenimento, ecc.), se non hanno figli minori o disabili (anche se maggiorenni) possono dichiarare all'ufficio di stato civile del comune la loro volontà di divorziare senza assistenza di avvocati ed eventualmente depositare un atto che specifichi le eventuali condizioni patrimoniali: il divorzio è immediatamente trascritto senza altre formalità; in caso di disaccordo, possono cercare di raggiungere un accordo con l'assistenza dei loro avvocati, eventualmente con l'assistenza di un terzo avvocato designato dal Consiglio dell'Ordine degli avvocati; nel caso comunque non si raggiunga un accordo, i tre avvocati sottopongono al Tribunale una relazione scritta con tutte le particolarità del caso ed al giudice spetta solo di decidere sulla base di quanto così espostogli in riassunto; nel caso di figli minori (o figli disabili, anche se maggiorenni), la procedura resta simile a quella preesistente. Inoltre la riforma Cartabia del 2022 consente di chiedere la separazione e il divorzio con un'unica domanda e in un'unica procedura.
È stato fatto notare anche che il numero di separazioni e divorzi è abbastanza diverso nelle diverse zone d'Italia, spaziando dalle 98 separazioni o divorzi ogni 10.000 abitanti della provincia di Lodi alle 17 separazioni o divorzi per 10.000 abitanti della provincia di Crotone.

## Nel resto del mondo

### Asia

#### Cina
La Cina detiene uno dei tassi di divorzi più alti nella regione dell'Asia del Pacifico. Rispetto al 2000, i tassi di divorzio in Cina sono aumentati sostanzialmente da un tasso grezzo di divorzio di 0,96 a un tasso di 3,09 nel 2020. Sebbene il tasso di divorzi in Cina sia in aumento dal 2000, il tasso di divorzi più alto registrato dal 2000 al 2021 è stato nel 2019 con 3,36 divorzi. Tuttavia, dal 2019, il tasso di divorzi registrato in Cina è diminuito.
La Cina ha il divorzio senza colpa che è stato implementato attraverso la nuova legge sul matrimonio in 1950. Ciò consente alle persone di divorziare senza mostrare alcuna prova di illeciti.
A partire da gennaio 2021, la Cina ha introdotto una nuova politica chiamata “regola di riflessione”. In Cina, visto l'aumento dei tassi di divorzio su base annua, l'edizione su matrimonio e famiglia del codice civile della Repubblica popolare cinese (Marriage and Family Edition of Civil Code of the People's Republic of China) ha introdotto un articolo 1077 che stabilisce un periodo di riflessione obbligatorio, che prevede due requisiti. In primo luogo, il giorno in cui le autorità hanno ricevuto le domande di divorzio, entrambe le parti possono ritirare la registrazione entro 30 giorni e inoltre, trascorsi 30 giorni, le coppie sono tenute a richiedere fisicamente il certificato di divorzio e, se non lo fanno, presentarsi, la domanda di divorzio iniziale verrà automaticamente percepita come ritirata. Questa nuova politica è stata estremamente controversa, in base alla quale le coppie sono tenute ad attendere almeno 30 giorni prima di poter iniziare il divorzio. Il periodo di riflessione di 30 giorni è stato creato con l'obiettivo di generare una maggiore stabilità sociale, che eviti alle coppie di prendere decisioni affrettate o nella foga del momento caricate emotivamente. La stabilità familiare è sempre stata culturalmente radicata in Cina, influenzata dalle credenze confuciane secondo cui l'armonia della famiglia porta al successo di tutto. Il divorzio può essere concesso solo quando le coppie hanno trascorso un mese di ritardo prima di prendere una decisione.
Dall'attuazione della regola del raffreddamento, il Ministero degli Affari Civili cinese ha riscontrato un forte calo del 72% nei tassi di divorzio rispetto all'ultimo trimestre del 2021. Dati i 30 giorni di tempo di riflessione, molte coppie hanno cambiato idea, sostenendo la tesi secondo cui la maggior parte delle decisioni di divorzio vengono prese in modo irrazionale ed emotivo. Sebbene ci sia stato un effetto positivo nel ridurre i divorzi nel Paese, i cittadini cinesi non stanno rispondendo bene alla politica di raffreddamento, che riguarda le donne sposate che subiscono abusi domestici. Infatti, dal China Digital Times, una donna di nome Kan Xiaofang è morta di abusi domestici perché quando ha chiesto il divorzio nel 2021, ha dovuto attendere 30 giorni affinché il divorzio fosse finalizzato – è stata "uccisa a colpi di arma da fuoco" da suo marito. La regola dei 30 giorni ha fatto arrabbiare le femministe cinesi, che credono che la politica mini il concetto di libertà e non prenda in considerazione la violenza domestica, che è comune nelle famiglie cinesi. La politica di riflessione è ancora relativamente nuova oggi, essendo relativamente nuova. Pertanto, questa politica deve ancora essere esaminata più approfonditamente per analizzare gli effetti e le conseguenze del ritardo del processo di divorzio.

#### India
L'India ha uno dei tassi di divorzio più bassi al mondo, con circa l'1% dei matrimoni che finiscono con un divorzio. Detto questo, molte persone si separano senza scegliere di affrontare il processo di divorzio. Infatti, un gran numero di matrimoni non vengono registrati e quindi lo scioglimento di tale unione non verrebbe indicato nelle statistiche sui divorzi. Inoltre, il divorzio è ancora stigmatizzato e visto come un tabù in molte famiglie indiane.
La procedura di divorzio consensuale è relativamente semplice mentre una procedura di divorzio contestata richiede più tempo e dipende dalla religione delle coppie.
Il divorzio è regolato da varie leggi in India:
- Legge sul matrimonio indù, 1955
- Legge sul matrimonio e il divorzio Parsi, 1936[62]
- Legge sullo scioglimento dei matrimoni musulmani, 1939
- La legge sul matrimonio speciale, 1954
- La legge sui matrimoni stranieri, 1969
- Legge sul divorzio indiano, 1869[63].

Nel 2023 la legge sul divorzio è stata aggiornata.

#### Indonesia
Nel 2020 in Indonesia sono stati registrati circa 291.000 divorzi. Questi numeri sono inferiori rispetto all'anno precedente, presumibilmente a causa della pandemia e di un processo di scioglimento più lungo. I divorzi vengono risolti nei tribunali religiosi, se sono musulmani, o attraverso il 'talaq' dove un uomo sposato può pronunciare il divorzio nei confronti della moglie. Ci sono sei motivi di divorzio, con altri due per i matrimoni musulmani, che includono:
1. Uno dei coniugi ha commesso adulterio, è alcolizzato, è tossicodipendente, gioca d'azzardo o altri vizi difficili da curare
2. Uno dei coniugi ha abbandonato l'altro coniuge per due anni consecutivi – senza consenso e senza motivi legittimi
3. Uno dei coniugi è stato condannato alla reclusione per cinque anni o più
4. Uno dei coniugi è ricorso a crudeltà o gravi maltrattamenti, mettendo in pericolo la vita dell'altro coniuge
5. Uno dei coniugi ha sviluppato una disabilità o una malattia che gli impedisce di adempiere ai doveri di marito o moglie
6. I coniugi hanno differenze inconciliabili come evidenziato da frequenti disaccordi
7. Il marito ha violato il taklik talak[68][69] (una promessa fatta espressamente dal marito e scritta sul certificato di matrimonio)
8. Un coniuge si converte dall'Islam a un'altra fede

#### Iran
L'Iran ha introdotto le quote di divorzio per frenare l'aumento dei tassi di divorzio in un contesto di bassi tassi di matrimonio. La legge concede alla parte femminile il divorzio facile se esiste un documento certificato che dimostri l'incompatibilità. In parte a causa delle condizioni economiche, un matrimonio su tre ha portato al divorzio entro il 2021; i tassi elevati sono legati al cambiamento dello status delle donne e all'emancipazione degli individui.

#### Giappone
In Giappone, i divorzi hanno registrato una tendenza al rialzo dagli anni ’60 fino al 2002, quando hanno raggiunto il picco di 290.000 divorzi. Sebbene i tassi di divorzio siano aumentati a partire dal 1900, sono anche leggermente diminuiti dal 2002. Infatti, nel 2020 ci sono stati circa 193.300 divorzi. Si tratta di un calo significativo rispetto all'anno precedente, il 2019, che aveva registrato 208.489 divorzi.
Esistono diversi tipi di divorzi in Giappone; Divorzio mediante accordo, divorzio mediante conciliazione e divorzio mediante sentenza. Il divorzio previo accordo (rikon) si verifica quando entrambe le parti concordano di separarsi e non hanno bisogno di andare in tribunale. Questo è il tipo di divorzio più comune in Giappone. Il divorzio mediante conciliazione (chotei rikon) viene richiesto quando gli individui non riescono a raggiungere un accordo o si separano. Pertanto, questi casi vanno in tribunale nella speranza di raggiungere un accordo reciproco per entrambe le parti. Infine, il divorzio con sentenza (saiban rikon) si verifica quando gli individui non riescono a raggiungere un accordo in tribunale durante la conciliazione. Il divorzio con sentenza è raro in Giappone.

#### Singapore
Singapore ha un tasso approssimativo di divorzi di 1,7 divorzi ogni 1.000 residenti. Singapore ha visto una diminuzione dei tassi di divorzio rispetto agli anni precedenti. Il 2020, infatti, segna il minor numero di divorzi registrati. Nel 2020 ci sono stati 6.700 divorzi rispetto al 2015-2019, che ha registrato una media di 7.536 separazioni coniugali. Inoltre, la maggior parte dei divorzi sono stati avviati da donne.
Singapore richiede che il coniuge sia sposato da tre anni prima di chiedere il divorzio. Detto questo, se un coniuge ha subito difficoltà eccezionali, ha diritto a chiedere il divorzio prima dei tre anni. Inoltre, per ottenere il divorzio, deve esserci la prova di un "guasto irreparabile" di uno dei quattro fattori che includono adulterio, comportamento irragionevole, abbandono e separazione.

#### Corea del Sud
Il tasso grezzo di divorzi in Corea del Sud nel 2020 è stato di 2,1. Rispetto agli anni precedenti, il numero di divorzi registrati dimostra che ogni anno vengono presentati meno divorzi. Sia il numero dei matrimoni che quello dei divorzi sono diminuiti rispetto al 2019 rispettivamente del 10,7% e del 3,9%.
La percentuale più alta di divorzi nel 2020 è stata tra coloro che sono sposati da 20 anni o più, seguiti da coloro che sono sposati da quattro anni o meno. Tali risultati potrebbero suggerire che il divorzio è diventato socialmente più accettato in Corea del Sud e che lo stigma dietro la separazione è diminuito.

#### Taiwan
Il tasso di divorzi di Taiwan nel 2020 è stato di 2,19 divorzi ogni 1.000 residenti. Questo è il tasso di divorzi più basso registrato dal 2011 al 2021. Molti divorzi a Taiwan non vengono celebrati in tribunale se esiste un accordo reciproco. Se una delle parti non acconsente al divorzio, l'altro coniuge può chiedere il divorzio per un valido motivo di bigamia, infedeltà, maltrattamenti o abbandono. Prima del 2020, l'adulterio a Taiwan era considerato un crimine e punibile dalla legge.

### Europa
I divorzi sono aumentati in tutta Europa dal 2010 al 2020 (il tasso varia da paese a paese). Uno studio ha stimato che le riforme legali hanno rappresentato un aumento di circa il 20% dei tassi di divorzio in Europa tra il 1960 e il 2002. Nel 2019, il Lussemburgo ha registrato il tasso di divorzi più alto ogni 100 matrimoni, seguito da Portogallo, Finlandia e Spagna. I paesi in Europa con il numero più basso di divorzi ogni 100 matrimoni sono Irlanda e Malta.

#### Serbia
In media, per ogni tre nuovi matrimoni in Serbia si verifica un divorzio. Nel 2019 in Serbia sono stati contratti 35.570 matrimoni, 10.899 matrimoni divorziati e il numero di divorzi ogni 1.000 abitanti è stato dell'1,6%.

#### Regno Unito
Nel 2015, il tasso di divorzi più alto nel Regno Unito è stato registrato accanto al mare, con Blackpool al primo posto. Il tasso di divorzi nel Regno Unito è stimato al 42% e nel 2019 sono stati segnalati circa 107.599 divorzi. Secondo quanto riferito, il maggior numero di domande di divorzio viene presentato il giorno del divorzio, che è sempre il primo lunedì del nuovo anno.

### Nord America

#### Stati Uniti[90][91]
Il tasso nel 2022 negli Stati Uniti è di 2,3 divorzi. Questo dato è significativamente inferiore rispetto agli anni precedenti, come quelli del 2001 in cui furono registrati 4,1 divorzi. Questi recenti risultati suggeriscono una tendenza al ribasso nel numero di persone che sciolgono il loro matrimonio. Tuttavia, i tassi di divorzio variano da stato a stato. È importante notare il motivo per cui gli anni precedenti avevano un tasso di divorzi così alto tra gli americani.
Il National Center for Health Statistics riporta che le mogli, con figli presenti, hanno chiesto il divorzio in circa due terzi dei casi dal 1975 al 1988 negli Stati Uniti. Ad esempio, il 71,4% dei casi sono stati presentati da donne nel 1975 e il 65% è stato presentato da donne. dalle donne nel 1988. Si stima che oltre il 95% dei divorzi negli Stati Uniti siano "non contestati", perché le due parti riescono a raggiungere un accordo senza un'udienza (con o senza avvocati/mediatori/consulenti collaborativi) su la proprietà, i figli e le questioni relative al sostegno.
Nel 2000, il tasso di divorzio ha raggiunto il picco del 40%, ma da allora è lentamente diminuito. Nel 2001, i matrimoni tra persone di fedi diverse avevano tre volte più probabilità di divorziare rispetto a quelli della stessa fede. Infatti, in uno studio del 1993, i membri di due principali religioni protestanti avevano il 20% di probabilità di divorziare entro 5 anni; una probabilità del 33% per un cattolico ed evangelico e una probabilità del 40% per un ebreo e un cristiano.
Anche le coppie di etnie diverse avevano statistiche di divorzio distintive. Nel 2008, uno studio di Jenifer L. Bratter e Rosalind B. King sull'Education Resources Information Center, ha rilevato che le unioni tra maschi bianchi e femmine non bianche, nonché tra individui ispanici e non ispanici, hanno rischi simili o inferiori di divorzio rispetto ai matrimoni bianchi. Le unioni tra un maschio bianco e una femmina nera durano più a lungo degli accoppiamenti bianco-bianco o bianco-asiatico. Al contrario, una femmina bianca con un maschio nero e una femmina bianca con un maschio asiatico sono più inclini al divorzio rispetto agli accoppiamenti bianco-bianco.
Inoltre, come riscontrato nel 2010, il successo matrimoniale è stato associato a un’istruzione superiore e a un’età avanzata. Ad esempio, l'81% dei laureati di età superiore ai 26 anni che si sono sposati negli anni ’80 erano ancora sposati 20 anni dopo. Inoltre, il 65% dei laureati sotto i 26 anni, che si sono sposati negli anni ’80, erano ancora sposati 20 anni dopo. Inoltre, il 49% dei diplomati di scuola superiore sotto i 26 anni, che si sono sposati negli anni '80, erano ancora sposati 20 anni dopo. Al contrario, nel 2009 il 2,9% degli adulti di età compresa tra 35 e 39 anni e senza laurea hanno divorziato, rispetto all'1,6% con un’istruzione universitaria.
Un altro studio che ha esaminato le differenze tra la popolazione ha rilevato che un aumento dell'1% del tasso di disoccupazione era correlato a una diminuzione dell'1% del tasso di divorzi. Si è ritenuto che ciò fosse presumibilmente vero per le persone che si trovavano in difficoltà finanziarie quando cercavano di permettersi i procedimenti legali. Tuttavia, un altro studio condotto dal 1900 al 2008 ha rilevato un aumento significativo del rischio di divorzio in seguito a un licenziamento e alla disoccupazione.

### Oceania

#### Australia
Il tasso grezzo di divorzi in Australia nel 2020 è stato di 1,9 divorzi ogni 1.000 residenti. Questo tasso è rimasto piuttosto costante negli ultimi anni dal 2010 al 2020 ed è lo stesso dell'anno precedente. Tuttavia, poiché i divorzi vengono concessi dopo 12 mesi di separazione, le divisioni durante il COVID-19 potrebbero non riflettersi nell'attuale tasso di divorzi. Il tasso di divorzio è diminuito sostanzialmente dal 2000 al 2021, con 2,6 divorzi registrati ogni 1.000 residenti nel 2000. Per chiedere il divorzio è necessario essere separati da almeno 12 mesi.

#### Nuova Zelanda
Il tasso di divorzi della Nuova Zelanda nel 2020 è stato di 7,6 divorzi ogni 1.000 residenti. Questo tasso segna una diminuzione rispetto agli anni precedenti, come quelli del 1983 con un tasso grezzo di divorzi di 13,3. In effetti, questo tasso è diminuito in modo significativo rispetto all'anno precedente, il 2019, con un tasso di divorzi pari a 8,4. Prima di chiedere il divorzio è necessario essere separati da almeno due anni. Trascorso questo termine è possibile presentare domanda. Se si tratta di una domanda congiunta, il divorzio avrà effetto dopo un mese. Se un coniuge presenta domanda unica, l'altro coniuge ha la possibilità di difenderla entro un certo termine. Inoltre, se le persone si presentano insieme in tribunale e il giudice deposita l'ordinanza di divorzio, esso avrà effetto immediato.

### Africa

#### Sudafrica
Secondo Statistics South Africa, il numero di divorzi è aumentato dello 0,3%, passando da 25.260 divorzi concessi nel 2015 a 25.326 concessi nel 2016. Circa il 44,4% dei divorzi del 2016 proveniva da matrimoni che non hanno raggiunto il decimo anniversario di matrimonio. Circa il 51,1% dei divorzi nel 2016 sono stati intentati da donne mentre gli uomini hanno presentato cause di divorzio nel 34,2% dei casi.

## Nelle coppie sposate dello stesso sesso
Il processo legale di divorzio da parte di coppie dello stesso sesso è generalmente uguale a qualsiasi altro.
Il matrimonio tra persone dello stesso sesso è stato introdotto in grandi paesi europei in tempi relativamente recenti: Francia nel 2013, Regno Unito nel 2014 e Germania nel 2017. Di conseguenza, ci sono stati relativamente pochi studi sul divorzio da parte di coppie dello stesso sesso e hanno prodotto alcune informazioni contrastanti. In alcuni paesi, come la Norvegia e la Svezia, le coppie lesbiche possono avere maggiori probabilità di divorziare rispetto alle coppie gay o alle coppie di sesso opposto. Le coppie dello stesso sesso nelle zone rurali possono avere un tasso di divorzi più elevato.

### Diritti dei coniugi alla custodia dei figli
A partire dal 2011, dopo lo scioglimento di un matrimonio tra persone dello stesso sesso, negli Stati Uniti rimanevano questioni legali relative al diritto dei coniugi alla custodia dei figli biologici dei loro coniugi.
Le politiche sulla custodia dei figli includono diverse linee guida che determinano con chi vive il bambino dopo il divorzio, come viene suddiviso il tempo nelle situazioni di affidamento congiunto e i diritti di visita. La linea guida sull'affidamento applicata più frequentemente è lo standard dell'interesse superiore del bambino, che tiene conto delle preferenze dei genitori, delle preferenze del bambino, delle interazioni tra genitori e figli, dell'adattamento dei bambini e della salute mentale e fisica di tutti i membri della famiglia.